# ま〜じゃんバニラシンドローム
ま〜じゃんバニラシンドロームは、日本物産（Nichibutsu）が開発し、1991年1月に発売したアーケード向け脱衣麻雀ゲーム。キャラデザインは『うる星やつら』で作画監督を務めた西島克彦。1991年10月25日にはPCエンジン、1993年にはPC-9801に移植されている。『ファミ通』150号のクロスレビューは22点（PCエンジン）。

## 概要
主人公の諸星康介は、デートの待ち合わせ場所へ行く途中道路わきに奇妙なドアを発見する。開けてみたところ、それは異世界に通じていた。康介はそこで番人を名乗る美少女・バニラと会うことに。鍵の掛かった無数の扉が立ち並んでいるが、プレイヤーは康介にかわってバニラと麻雀を行い、和了ると1回だけ鍵を開けるチャンスが与えられる。鍵で開けた先にもそれぞれ異世界が待っているが、ご褒美を兼ねた登場人物の画像が見られる。そこで情報を聞き出し、アイテムを集め、出口（元の世界に戻る鍵）を探索する。
なお、クリアには長い時間がかかるため、パスワードによるコンティニューが実装されている。前田尋之は、「このような機能はアーケードでは初に近い」としている。
| 段   | 左から1番目                      | 2番目                    | 3番目                    | 4番目                    | 5番目                        | 6番目                          | 7番目              | 8番目                    |
| ---- | -------------------------------- | ------------------------ | ------------------------ | ------------------------ | ---------------------------- | ------------------------------ | ------------------ | ------------------------ |
| 上段 | 悪魔の国（サバーナ）             | 火の妖精の国（バーグ）   | オニ族の国（レム）       | ３つ目族の国（パメロン） | 忍者の国（クノイチのホタル） | 戦士の国（ネイ）               | ヘビの国（ザーラ） | 出口                     |
| 中段 | カラスの国（カラス天狗のカルラ） | 風の妖精の国（エオリア） | 神々の国（天使のラーナ） | ピエロの国（チャオ）     | エルフ族の国（ルー）         | 白鳥の国（アフロス）           | 猫の国（ニャラ）   | 花の妖精の国（シェリル） |
| 下段 | 氷の国（雪女のゆり）             | カッパの国（ルンパ）     | 水の妖精の国（ラプラス） | 魔女の国（ミミ）         | ハチの国（ルミナ）           | 海賊の国（キャプテン・ネロス） | 人魚の国（リーザ） | ドラゴンの国（ラウル）   |